# Wolica (Secemin)
Pour les articles homonymes, voir Wolica.
Wolica est une localité polonaise de la gmina de Secemin, située dans le powiat de Włoszczowa en voïvodie de Sainte-Croix.